# Luan Rama
Luan Rama (né en 1952) est un écrivain, journaliste, cinéaste, traducteur et diplomate albanais établi à Paris.

## Biographie
Luan Rama, né à Tirana le 5 janvier 1952 , a été ambassadeur d'Albanie en France (1997-2001), au Portugal (1997-2001), à Monaco (1998-2001), Représentant personnel du Président de la République auprès de l’Organisation Internationale de la Francophonie (1997-2001), membre du Haut Conseil de l’OIF (2000-2004), il a été aussi représentant de l’Albanie à l’Unesco (chargé d’affaires a.i. 1992-1993). Il a dirigé plusieurs missions d’observation des élections dans le monde francophone.
Luan Rama a fait des études à l’Université de Tirana et plus tard à l’université « Denis Diderot » de Paris (communication, cinéma, audiovisuel). Après ses études il a travaillé comme scénariste dans les Studios Cinématographiques albanais (Kinostudio). Il a écrit des scénarios de longs métrages, de dessins animés et de films documentaires. Dès 1995 il commence à publier des essais, des biographies, nouvelles, romans et des recueils poétiques à Paris, à Tirana et ailleurs. Il est publié en albanais, français, anglais et grec. A part son œuvre journalistique rassemblée en quatre volumes, (Au croisement des temps - Në udhëkryqet e kohës), il a également publié une quinzaine de livres pour les enfants. Il a traduit aussi une douzaine de livres du français en albanais et de l’albanais en français. Il est éditeur de plusieurs livres de voyageurs et artistes français.
Actuellement il enseigne la géopolitique et l’histoire à l’Institut des Langues et des civilisations Orientales (INALCO).

## Œuvres
En Albanie :
- Fransua Miteran - romantizmi i pushtetit. “Dituria”, Tiranë, 1996;

- Metamorfoza e fjalës, për një deontologji të shtypit. “Albin”, Tiranë, 1997

- Shkëlqimet e meteorëve, mbi lojën e aktorit dhe aktoret franceze. “Toena”, Tiranë, 1998,

- Nën hijen e eklipsit, “Toena”, Tiranë, 2000

- Shqipëria frankofone, mbi traditat frankofone në Shqipëri. Botimet “Onufri”, Tiranë, 2001.

- Krushq të largët, ese, Botimet “Argeta”, Tiranë, 2002.

- Gjenerali De Gol, një legjendë e gjallë, mbi Charles de Gaulle. Botimet “Dudaj”, Tiranë, 2004
- Omer - Shtërgu nga Ballkani. Shtëpia Botuese “Korbi”, Tiranë, 2005

- Shtëpia e Shpresës, ese mbi Unesco-n, dialogun e qytetërimeve dhe bashkëpunimin me Shqipërinë. Shtëpia Botuese “Korbi”, Tiranë, 2005.

- Santa Quaranta, roman. Shtëpia Botuese “Argeta”, Tiranë, 2005.

- Dino - Shtegtari i Portës Sublime, Shtëpia Botuese Globus R., Tiranë, 2007.

- Camera obscura - origjina e botës, Botimet Globus R, Tiranë, 2007. Ribotuar nga “Les Livres Rama”, 2016.

- Në udhëkryqet e kohës, korrespondencë: Paris-Tiranë, I, Botimet Globus R, Tiranë, 2007 ; vëll.II 2009; vëll.III, 2013 ; vëll.IV, 2019

- Kur bie shi ti thua: është kohë e bukur, letra, Botimet Globus R, Tiranë, 2008.

- Kalorësit e stuhisë, Globus R., Tiranë, 2010.

- Durazzo-t, dozhët e purpurt, mbi familjen Durazzo, e emigruar më 1389, e cila i dha Republikës së Gjenovës 9 dozhë. Botimet Ideart, Tiranë, 2007.

- Pikëtakim me Jean Cocteau, ese, Botimet Globus R, Tiranë, 2009.

- Jean Moreas, poeti nga Morea, ese mbi poetin arvanitas dhe themeluesin e simbolizmit francez Jean Moreas, Botimet Globus R, Tiranë, 2009.

- Dorëshkrimet e Purpurta, mbi kodikët e vjetër të botës si dhe Kodikët e Beratit, Botimet Globus R, Tiranë, 2009.

- Parisi letrar, mbi itineraret e jetës tronditëse të disa prej shkrimtarëve parizianë si Rimbaud, Baudelaire, Hugo, Proust, Eluard, Camus, Duras etj., Botimet Globus R, Tiranë, 2009;

- Léon Rey… dhe gurët filluan të flasin, Botimet Globus R, Tiranë, 2010.

- Udhëtimi i mbramë i Arthur Rimbaud, Botimet Globus R, Tiranë, 2010.

- Bujtës të largët, mbi mbresat e udhëtarëve francezë gjatë shekullit XIX në Shqipëri, Botimet Klean, Tiranë, 2012.

- Pranvera dy hapa afër, mbi Heroin e Popullit Ali Demi, “Les Livres Rama”, Tiranë, 2012.
- Tek Frankët, mbi emigracionin shqiptar në Francë, “Les Livres Rama”, Tiranë, 2012.

- Shqipëria në luftën bizantino-normande, “Les Livres Rama”, Tiranë, 2013.

- Bonjour d’Albanie, “Les Livres Rama”, Tiranë, 2014

- Shqipëria e konsullit Auguste Dozon, “Les Livres Rama”, Tiranë, 2014.

- Shqiptarët e Léon Gérôme (Les Albanais de Léon Gérôme), bilingue, Luan Rama, «Les Livres Rama», Tiranë, 2016.

- Territoret e shpirtit, poezi, «Les Livres Rama», Tiranë, 2016.

- Përballë tablosë, ese, «Les Livres Rama», Tiranë, 2016.

- Vjeshta e Alberto Savianit, tregime, «Les Livres Rama», Tiranë, 2016.

- Legjenda shqiptare, Botimet «Albas», Tiranë, 2016.

- Vera, ky nektar i hyjnive dhe i njeriut, Les Livres Rama, Tiranë, 2017.

- Udhëtim në botën e pikturës shqiptare, «Albas», Tiranë, 2017.

- Shqipëria dhe shqiptarët në piktorët francezë të shekullit XIX (L’Albanie et les Albanais chez les peintres français du XIXe siècle), Les Livres Rama, Tiranë, 2017.

- Epistolari i Zaratës, Botimet ELVE, Tiranë, 2017.

- Ofshama e gargujve, Les Livres Rama, Tiranë, 2017.

- Dozon et l’Albanie - le consul qui aimait les contes, (mbi konsullin francez Auguste Dozon) Les Livres Rama, Tiranë, 2018.

- Poezi dashurie në kohë të vonë, recueil poétique, Les Livres Rama, Tiranë, 2018.

- Mbresa parisiane (Impressiones parisiènnes), essai, éd. UET, Tiranë, 2018.

- En Grèce, avec les Arvanites, Les Livres Rama, Tiranë, 2018.

- Burri që donte të vdiste, roman, Les Livres Rama, Tiranë, 2018.

- Porto Palermo, recueil poétique, Les Livres Rama, Tiranë, 2019.

À l’étranger :
- Le long chemin sous le tunnel de Platon (Udha e gjatë në tunelin e Platonit), ese mbi fatin e artistit gjatë epokës totalitare në Shqipëri. Editions “Le Petit Véhicule”, 2001, Nantes, France, 978-2842731571[2]

- Couvrez-moi avec un morceau de ciel (Mbulomëni me një copëz qiell), përmbledhje poetike në frëngjisht dhe shqip. Éditions “Le Petit Véhicule”, Nantes, 2002, 978-2842732745

- Pont entre deux Rives, (Ura midis dy brigjeve), ese. Éditions Société des Écrivains (mbi piktakimet. franko-shqiptare) Paris, 2005, 978-2748019087

- Valdet - sous le poids de la croix (Valdet - nën peshën e kryqit), Editions Digital Estampe, Rouen, 2011.

- Léon Rey à la découvert d’Apollonie, “Éditions Non Lieu”, Paris, 2012, 978-2352701323

- Les territoires de l’âme, recueil de poèmes, «Le Petit véhicule», Nantes, France, 2017[3].

- ΤΑ ΟΡΙΑ ΤΗΣ ΨΥΧΗΣ (Territoires de l’âme), ΕΚΔΟΣΕΙΣ ΑΝΑΓΝΩΣΤΗΣ, Athènes, 2018.

- L’épistolaire de Zarata, «Le Petit Véhicule», Nantes, France, 2019, 978-2371455672

- Zaratha’s Epistolary, roman, “Arcadia”, Melbourne, Australie, 2019. 978-1925801743
- Une si longue absence (trad. de l'albanais par Sébastien Gricourt), Paris, Fauves, 2023, 200 p. (ISBN 979-10-302-0454-4)

Cinématographie, scénario :
- Vajzat me kordele të kuqe (Les filles aux rubans rouges), long métrage, 1984.

- Dëshmorët e monumenteve (Les martyrs des monuments), long métrage, 1985.

- Një jetë më shumë (Une vie de plus), long métrage, 1987.

- Pranvera e hidhur (Printemps amer), long métrage, 1988.

- Dy gostitë (Les deux festins), scénario de film de dessin animé, Premier Prix au Festival International Cinématographique de Giffoni, Italie.